# 澁谷克彦
澁谷 克彦（しぶや かつひこ、1957年 - ）は、東京都出身の日本のグラフィックデザイナー。2017年の独立まで、資生堂宣伝部で多くのブランド広告などを手がけた。女子美術大学教授。

## 来歴
1957年東京生まれ。1981年東京藝術大学デザイン科卒業。同年、資生堂宣伝部入社。化粧品をはじめとした広告デザイン、アートディレクション、CIデザインなどを多数手がける。2012年、資生堂のグローバルブランド「SHISEIDO」のイメージポスターで第14回亀倉雄策賞を受賞。
2017年3月に資生堂を退社、フリーとなる。同年4月より女子美術大学教授。

## 主な仕事

### 資生堂時代

#### 広告
- 「PERKY JEAN」[2][3][4][5]
- 「男のギア」[2][3][4][5]
- 「RECIENTE」[2][3][4][5]

#### アートディレクション、CIデザイン
- 「AYURA」[2][3][4][5]
- 「ISSEY MIYAKE」[2][3][4][5]
- 雑誌「花椿」（2012年〜2017年）[2][3][4][5]

#### トータルディレクション
- グローバルブランド「INOUI ID」（2002年より）[2][3][4][5]
- グローバルブランド「SHISEIDO」（2007年より）[2][3][4][5]

### 独立後
- ヒロシマ・アピールズ2019「希望」（2019年）[1][6][7]

## 主な受賞
- JAGDA新人賞（1990年）[3][8]
- 東京TDC 一般部門金賞（1992年）[3][9]
- NY ADC特別賞（2001年、2002年）[3]
- 東京ADC賞（2003年、2005年）[3]
- 東京ADC会員賞（2012年）[3]
- 第14回亀倉雄策賞（2012年）[3][4][5]
- JAGDA賞（2013年）[3][10][11]